# Allocortex
Allocortex är ett område i storhjärnan som karakteriseras av att det har färre cellager än neocortex, som har sex cellager. Allocortex svarar för ungefär 20% av hjärnbarkens yta, och är evolutionärt sett ett äldre område.
Allocortex har två specifika områden som beskrivs som :
- Archicortex, som har tre tydliga cellager, och som påträffas i:
  - Olfaktoriska barkområdet, som har med uppfattningen av doft att göra.
  - Hippocampus, som är involverad i minnesbildning, tar emot input från, och är omkoppling för
- Paleocortex/Mesocortex, som har ett relativt tjockt lager av grå substans, men som saknar den tydliga indelningen i sex olika cellager. Den återfinns bland annat i:
  - Gyrus cinguli, som utgör övre delen av limbiska systemet, den verkar ha funktioner relaterade till vår överlevnad, som att undvika saker som uppfattas som skadliga, eller söka efter sådant som ger oss välbehag.
  - Gyrus parahippocampalis, ett område bredvid hippocampus, framför allt i den främre delen, som är involverad i förnimmelsen av lukt.